# Marc Soriano
Pour les articles homonymes, voir Soriano.
Marc Soriano, né au Caire le 7 juillet 1918 et mort à Paris 13e le 18 décembre 1994, est un philosophe français.

## Biographie
Après la mort de son père, sa famille va vivre en Italie. Soriano se retrouve à Pise entre 1921 et 1927, puis vient vivre à Paris. Élève au lycée Condorcet à Paris, il en est le seul khâgneux reçu à l'École normale supérieure en 1939. Mobilisé cette même année puis blessé en avril 1940, il entre dans la Résistance en 1942. Il est reçu premier à la session spéciale de décembre du concours de l'agrégation de philosophie de 1945. Il suit, un moment, les séminaires de Pierre-Maxime Schuhl à la Sorbonne, et travaille ensuite à Genève avec Jean Piaget.
À la fin des années 1940, il est professeur en classes préparatoires au lycée Thiers de Marseille, où il a comme élèves Roger Duchêne et Pierre Vidal-Naquet, et comme collègue Jean Deprun. Son adhésion au stalinisme fait naître des tensions avec ses étudiants.
En 1959 il publie le Guide de la littérature enfantine (qui sera remanié et réédité en 1975 sous le titre Guide de littérature pour la jeunesse). Selon Ghisliaine Chagrot « cet ouvrage connut un énorme succès et fut une référence incontournable pour tous ceux qui s’intéressaient à la littérature pour la jeunesse alors en plein développement. Marc Soriano y dresse le bilan de vingt ans de réflexion et d’expérience d’enseignement. »
Marc Soriano est spécialiste des contes, en particulier ceux de Perrault (il leur a consacré sa thèse), qu'il analyse à la lumière de la psychanalyse. « Son ouvrage Les Contes de Perrault. Culture savante et traditions populaires , publié en 1968, fut une des
premières éditions critiques de cette ampleur consacrée aux contes de Perrault. »
Il a lui-même écrit des contes pour les enfants. 
Il a également étudié l'importance du calembour dans l'œuvre de Jules Verne, et a publié sa biographie. 
En fin de carrière, il enseigne aux universités de Paris-VII, Yale, Stanford et Berkeley.
Souffrant de myasthénie depuis 1978, maladie qui lui avait fait perdre l'usage de la parole, il meurt le 18 décembre 1994. Il était le frère de la violoniste Denise Soriano-Boucherit.

## Postérité
Un colloque lui est consacré, à l’occasion du
25e anniversaire de sa disparition, en mars 2019, « sous l’égide d’Angelo Nobile de l’Université de Parme ».
La BnF possède ses archives.

## Œuvres
- L'enclume ou le marteau, Flammarion, 1952[7].
- Guide de la littérature enfantine, Flammarion, 1959 Remanié et réédité sous le titre Guide de littérature pour la jeunesse, Flammarion, 1975
- Le Colonel introuvable, Hachette, Coll. « Bibliothèque verte », 1962.
- L'Homme du vendredi, Hachette, Coll. « Bibliothèque verte », 1963.
- Le Mystère de la cigogne jaune, Hachette, Coll. « Bibliothèque verte », 1965.
- Les « Contes » de Perrault : culture savante et traditions populaires, Paris, Gallimard, coll. « Bibliothèque des idées », 1968, 525 p. (présentation en ligne). Édition revue et corrigée : Les contes de Perrault : culture savante et traditions populaires, Paris, Gallimard, coll. « Tel » (no 22), 1989, XXX-525 p. (ISBN 2-07-029794-2).
- Portrait de l'artiste jeune, suivi des quatre premiers textes publiés de Jules Verne. Postface de Ray Bradbury. Gallimard, 1978.
- La Semaine de la comète. Rapport secret sur l'enfance et la jeunesse au XIXe siècle, Stock, 1981.
- Les Secrets du violon. Souvenirs de Jules Boucherit (1877-1962), Paris, Editions des Cendres, 1993.
- Jules Verne, le cas Verne, Julliard,  « Coll. Les Vivants - Biographie », 1978 (ISBN 2260001165)
- Le testamour ou Remèdes à la mélancolie, Flammarion (Paris), 1992.